# Ḩoseynābād-e Kūshkeh Zar
Ḩoseynābād-e Kūshkeh Zar (persiska: حُسِينابادِ كوشك زر, Ḩoseynābād-e Kūshk Zar, حسین آباد كوشكه زر, حسین آباد کوشکذر) är en ort i Iran.   Den ligger i provinsen Alborz, i den norra delen av landet, 70 km väster om huvudstaden Teheran. Ḩoseynābād-e Kūshkeh Zar ligger 1 303 meter över havet och antalet invånare är 174.
Terrängen runt Ḩoseynābād-e Kūshkeh Zar är platt åt sydväst, men åt nordost är den kuperad.Runt Ḩoseynābād-e Kūshkeh Zar är det ganska tätbefolkat, med 86 invånare per kvadratkilometer. Närmaste större samhälle är Naz̧arābād, 11,1 km väster om Ḩoseynābād-e Kūshkeh Zar. Trakten runt Ḩoseynābād-e Kūshkeh Zar består till största delen av jordbruksmark.